# The X Factor

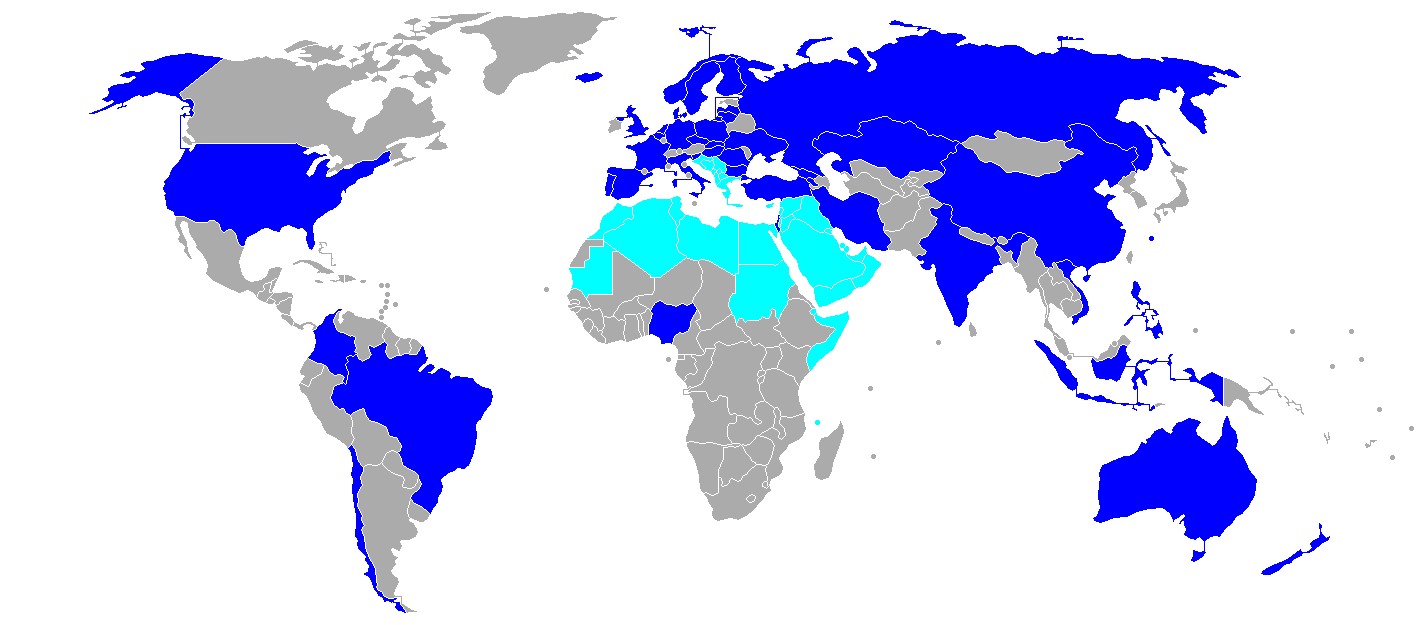
Diffusione del programma televisivo nel mondo: il blu scuro indica i paesi con una propria versione, il celeste i paesi partecipanti in una versione internazionale.

The X Factor è un talent show musicale originario del Regno Unito e ideato dal produttore discografico Simon Cowell, nato a seguito del successo statunitense del programma American Idol, e diffuso in tutto il mondo tra Europa, Asia, Africa, Americhe e Oceania. Il "fattore X" del titolo del programma si riferisce ad un "qualcosa" di indefinito che serve per diventare una star della musica.

## Format
Il talent show è una gara fra tre o più giudici, che sono in competizione e che sono a capo di una categoria di cantanti così suddivisa:
- Cantanti 16-24 anni, in alcuni casi divisi in Uomini 16-24 e Donne 16-24 (a seconda del numero dei giudici)
- Gruppi
- Cantanti 25+ anni

La competizione si svolge attraverso quattro distinti momenti:
- Provino (Audizioni davanti alla sola giuria o anche con il pubblico)
- Seconda selezione (Bootcamp e Homevisit)
- Scuola di canto
- Esibizione dal vivo (Live show)

La suddivisione delle categorie ha in alcuni paesi una forma differente.

## X Factornel mondo
Dal 2004 ad oggi sono state realizzate circa 40 versioni internazionali del format. Il Regno Unito, è la patria d'origine del programma, mentre l'Italia è il primo paese con più edizioni di X Factor.
- Attualmente in onda
- Non più in onda

| Nazione/Regione                                  | Titolo locale                                                           | Canale TV                              | Vincitori | Giudici | Presentatori |
| ------------------------------------------------ | ----------------------------------------------------------------------- | -------------------------------------- | --- | --- | --- |
| Albania Kosovo                                   | X Factor                                                                | TV Klan                                | 1ª edizione (2012): Sheila Haxhiraj 2ª edizione (2012–13): Arilena Ara 3ª edizione (2013–14): Ergi Dini 4ª edizione (2014–15): Edea Demaliaj | Pandi Laço (1-4) Alban Skënderaj (1-4) Miriam Cani (4) Bleona (4) Vesa Luma (1) Juliana Pasha (1) Altuna Sejdiu (2–3) Soni Malaj (2–3) | Alketa Vejsiu (1-4) |
| Mondo arabo                                      | سير النجاح X The X Factor: Essence of Success                           | Rotana TV                              | 1ª edizione (2006): Rajaa Kasabni 2ª edizione (2007): Muhammad El Majzoub | Khaled El Sheikh (1–2) Michel Elefteriades (1–2) Anoushka (1–2) Nelly (1–2) | Joelle Rahme (1–2) |
| Mondo arabo                                      | سير النجاح X The X Factor: Essence of Success                           | CBC                                    | 3ª edizione (2013): Mohammad El Rifi | Carole Samaha (3–) Elissa (3–) Hussain Al Jassmi (3–) Wael Kfoury (3–) | Bassel Alzaro (3–) Yosra El Lozy (3–) |
| Armenia                                          | ԻՔՍ–ՖԱԿՏՈՐ X–Factor                                                     | Shant TV                               | 1 ° edizione (2010–11): Vrezh Kirakosyan 2ª edizione (2012–13): Kim Grigoryan 3ª edizione (2014): Vahé Margaryan 4ª edizione (2016-2017): Edgar Ghandilyan | Garik Baboyan André (2–3-4) Egor Glumov (1, 3–) Emmy (3–) Naira Gyurjinyan (1–2) Gisane Palyan (1–2) Erik Karapetyan (4) Shushanik Arevshatyan (4) Garik Papoyan (4) | Grisha Aghakhanyan (3–) Aram Mp3 (1–2) |
| Australia                                        | The X Factor                                                            | Network Ten                            | 1ª edizione (2005): Random | Kate Ceberano Mark Holden John Reid | Daniel MacPherson Chloe Maxwell (The Xtra Factor) |
| Australia                                        | The X Factor                                                            | Seven Network (2–8)                    | 2ª edizione (2010): Altiyan Childs 3ª edizione (2011): Regno Unito Reece Mastin 4ª edizione (2012): Samantha Jade 5ª edizione (2013): Corea del Sud Dami Im 6ª edizione (2014): Marlisa Punzalan 7ª edizione (2015): Cyrus Villanueva 8ª edizione (2016): Isaiah Firebrace | Iggy Azalea (8) Adam Lambert (8) Chris Isaak (7) James Blunt (7) Dannii Minogue (5-7) Ronan Keating (2-6) Natalie Bassingthwaighte (3-6) Redfoo (5-6) Mel B (3–4, 8) Guy Sebastian (2–4, 7-8) Natalie Imbruglia (2) Kyle Sandilands (2) | Luke Jacobz (2–7) Jason Dundas (8) Natalie Garonzi (The Xtra Factor, 2) |
| Belgio                                           | X Factor                                                                | VTM                                    | 1ª edizione (2005): Udo Mechels 2ª edizione (2008): Dirk De Smet | Kris Wauters (1–2) Maurice Engelen (2) Do (2) Jean Blaute (1) Liliane Saint-Pierre (1) | Hadise (2) Koen Wauters (1) |
| Bulgaria                                         | X Factor                                                                | NovaTv                                 | 1ª edizione (2011): Rafi Bohosjan 2ª edizione (2013): Žana Bergendorf 3ª edizione (2014-15): Slavin Slavčev 4ª edizione (2015-16): Christiana Louizu 5ª edizione (2017): 4Magic | Sanja Armutlieva (2–5) Krisko (4–5) Magardič Halvadjian (4) Lucy Diakovska(4–) Marija Ilieva (1–3) Ljubo Kirov (2–3-5) Zaky (2–3-5) Vasko Vasilev (1) Poli Genova (1) Maga (1) | Maria Ignatova (2–5) Alexandra Raeva (2–5) Deo (1) |
| Cile                                             | Factor X                                                                | TVN                                    | 1ª edizione (2011): Sergio Járlaz 2ª edizione (2012): Juan Gabriel Valenzuela | Tito Beltrán Karen Doggenweiler Mon Laferte (2) José Luis Rodríguez (2) Zeta Bosio (1) | Julián Elfenbein |
| Canada                                           | X Factor                                                                | CTV (1-5)                              | 1ª edizione (2014): Scott Helman 2ª edizione (2015): Amy Heffernan 3ª edizione (2016): Jonathan Roy 4ª edizione (2017): Messico Daniela Aedo 5ª edizione (2018): CZN 6ª edizione (2024): in arrivo quest'estate | Nadine Coyle (1-2) Shawn Desman (1-2, 6) Shania Twain (1, 4) Fraser Walters (1-5) Ciara (2-3, 5) Mia Martina (3) Jesse McCartney (3) Paula Abdul (4) Nick Hexum (4-5) SonReal (5) | Ben Mulroney (1) Tracy Moore (1) Nina Dobrev (2) Devon Soltendieck (2-5) Hannah Stocking (5) |
| Canada Quebec                                    | X Factor Quebec                                                         | Noovo                                  | 1ª edizione (2024): | Benjamin Biolay (1-) Véronic DiCaire (1-) Lynda Lemay (1-) Alex Nevsky (1-) | David Goudreault (1) |
| Cina                                             | The X Factor: 激情唱响 The X Factor: Passionate Singer                  | Liaoning TV                            | 1ª edizione (2011): Li Shangshang 2ª edizione (2012): Chen Yumeng | Angie Chai Chih–ping Aduo Chen Ming Chen Yufan | Da Zuo Shao Wenjie |
| Cina                                             | The X Factor: 中国最强音 The X Factor: China's Strongest Voice          | HBS: Hunan TV                          | 1ª edizione (2013): Zeng Yiming | Eason Chan Yik–shun Lo Ta–yu Zheng Jun Zhang Ziyi | Zhu Dan He Jiong |
| Colombia                                         | El Factor X The X Factor                                                | RCN TV                                 | 1ª edizione (2005): Julio César Meza 2ª edizione (2006): Francisco Villarreal 3ª edizione (2009): Siam | Marbelle José Gaviria Juan Carlos Coronel | Andrea Serna |
| Colombia                                         | El Factor X: Batalla de las Estrellas The X Factor: Battle of the Stars | RCN TV                                 | 1ª edizione (2006): Luz Amparo Álvarez | Marbelle José Gaviria Juan Carlos Coronel | Andrea Serna |
| Colombia                                         | El Factor Xs                                                            | RCN TV                                 | 1ª edizione (2006): Andres Camilo Hurtado 2ª edizione (2007): Camilo Echeverry Correa 3ª edizione (2011): Shaira Selena Peláez | Marbelle José Gaviria Juan Carlos Coronel (1, 3) Wilfrido Vargas (2) | Andrea Serna |
| Rep. Ceca                                        | X Factor                                                                | TV Nova                                | 1ª edizione (2008): Jiří Zonyga | Gabriela Osvaldová Ondřej Soukup Petr Janda | Leoš Mareš |
| Rep. Ceca Slovacchia                             | X Factor                                                                | Rep. Ceca Prima family                 | 1ª edizione (2014): Peter Bažík | Celeste Buckingham Ondřej Brzobohatý Sisa Sklovská Oto Klempíř | Martin "Pyco" Rausch |
| Danimarca                                        | X Factor                                                                | DR                                     | 1ª edizione (2008): Martin Hoberg Hedegaard 2ª edizione (2009): Isole Fær Øer Linda Andrews 3ª edizione (2010): Thomas Ring Petersen 4ª edizione (2011): Sarah Skaalum Jørgensen 5ª edizione (2012): Ida Østergaard Madsen 6ª edizione (2013): Chresten Falck Damborg 7ª edizione (2014): Anthony & Jasmin 8ª edizione (2015): Emilie Esther 9ª edizione (2016): Embrace 10ª edizione (2017): Morten Nørgaard 11ª edizione (2018): Place on Earth 12ª edizione (2019): Kristian Kjærlund 13ª edizione (2020): Alma Agger 14ª edizione (2021): Solveig Lindelof 15ª edizione (2022): Mads Moldt 16ª edizione (2023): Rosél                   | Thomas Blachman (1–2-4-8-9-10-11-12-13-14-15-16) Kwamie Liv(15-16) Simon Kvamm(16) Martin Jensen(14-15) Oh Land (12-13-14) Lina Rafn (1–2-7–8) Remee (1–3-7–8-9-10-11) Soulshock (3) Pernille Rosendahl (3–5) Cutfather (4–5) Ida Corr (6) Anne Linnet (6) Mette Lindberg (9-10) Sanne Salomonsen (11) Ankerstjerne (12-13) | Sofie Linde(7–14-15-16) Eva Harlou (7–8) Lise Rønne (1–2, 4–5) Signe Muusmann (3) Signe Molde (6) Sofie Linde Lauridsen (9-10-11-12-13) Emil Thorup (Xtra Factor, 6) |
| Finlandia                                        | X Factor                                                                | MTV3                                   | 1ª edizione (2010): Elias Hämäläinen | Linda Brava Renne Korppila Gugi Kokljuschkin | Heikki Paasonen Jukka Rossi (Xtra Factor) |
| Francia Belgio Vallonia                          | X Factor                                                                | M6 (2) Francia W9 (1) Vallonia RTL–TVI | 1ª edizione (2009): Sébastien Agius 2ª edizione (2011): Regno Unito Matthew Raymond–Barker | Henry Padovani (2) Olivier Schultheis (2) Véronic DiCaire (2) Christophe Willem (2) Marc Cerrone (1) Julie Zenatti (1) Alain Lanty (1) | Sandrine Corman (2) Jérôme Anthony (F@n Factor, 2) Alexandre Devoise (1) |
| Germania                                         | X Factor                                                                | VOX                                    | 1ª edizione (2010): Svizzera Edita Abdieski 2ª edizione (2011): David Pfeffer 3ª edizione (2012): Mrs. Greenbird | Sarah Connor (1–3) Sandra Nasić (3) HP Baxxter (3) Moses Pelham (3) Till Brönner (1–2) Das Bo (2) George Glueck (1) | Jochen Schropp Janin Reinhardt (backstage) |
| Grecia Cipro                                     | The X Factor                                                            | ANT1 ANT1 Cyprus                       | 1ª edizione (2008–09): Loukas Giorkas 2ª edizione (2009–10): Stavros Michalakakos 3ª edizione (2010–11): Haris Antoniou | George Levendis Giorgos Theofanous Katerina Gagaki Nikos Mouratidis | Sakis Rouvas (live shows) Giorgos Lianos (auditions) Maria Sinatsaki (auditions, 3) Despina Kampouri (auditions, 1–2) |
| Ungheria                                         | X-Faktor                                                                | RTL Klub                               | 1ª edizione (2010): Csaba Vastag 2ª edizione (2011): Tibor Kocsis 3ª edizione (2012): Gergő Oláh 4ª edizione (2013): Dóra Danics 5ª edizione (2014): Andi Tóth 6ª edizione (2016): Barbara Opitz 7ª edizione (2017): Ricco & Claudia 8ª edizione (2018): USNK 9ª edizione (2019): Tibor Ruszó 10ª edizione (2021): Alex Balázs 11ª edizione (2022): Bernadett Solyom | Róbert Szikora (4–5) Gabi Tóth (4–5-6) Róbert Alföldi (4–5) Gábor Szűcs (5–) Péter Geszti (1–4) Miklós Malek (1–3) Ildikó Keresztes (1–3) Feró Nagy (1–3) Gáspár Laci (6-7-8-9-10-11) Péter Puskás (6-7-8-9-10-11) ByeAlex (6-7-8-9-10-11) Erika Herceg (11) Gigi Radics (7-8) Bogi Dallos (9) | David Miller (10-11) Bence Istenes (4–5-6-7) Nóra Ördög (1–3) Sebestyén Balázs (1) Lilu (4) Ramóna Lékai-Kiss (7-8-9) |
| Islanda                                          | X Factor                                                                | Stöð 2                                 | 1ª edizione (2006): Jógvan Hansen | Einar Bárðarson Elínborg Halldórsdóttir Páll Óskar Hjálmtýsson | Halla Vilhjálmsdóttir |
| India                                            | X Factor India                                                          | Sony Entertainment TV                  | 1ª edizione (2011): Geet Sagar | Sonu Nigam Shreya Ghoshal Sanjay Leela Bhansali | Aditya Narayan |
| Indonesia                                        | X Factor Indonesia                                                      | RCTI                                   | 1ª edizione (2012–13): Fatin Shidqia 2ª edizione (2014): Jebe & Petty | Anggun (1) Ahmad Dhani (1-2) Bebi Romeo (1-2) Rossa (1) Afgan Syahreza (2) | Robby Purba (1-2) |
| Israele                                          | The X Factor ישראל The X Factor Israel                                  | Channel 2 – Reshet                     | 1ª edizione (2013–14): Filippine Rose Fostanes 2ª edizione (2015): Daniel Yefe 3ª edizione (2017–18): Eden Alene | Rami Fortis (1-2) Moshe Peretz (1-3) Ivri Lider (1-3) Shiri Maimon (1-3) Subliminal (3) Aviv Geffen (4) Miri Mesika e Margalit Tzan'ani (4) Netta Barzilai (4) Ran Danker (4) | Bar Refaeli |
| Italia                                           | X Factor                                                                | Sky Uno (5–) Rai 2 (1–4)               | 1ª edizione (2008): Aram Quartet 2ª edizione (2008–09): Matteo Becucci 3ª edizione (2009): Marco Mengoni 4ª edizione (2010): Nathalie 5ª edizione (2011–2012): Francesca Michielin 6ª edizione (2012): Chiara Galiazzo 7ª edizione (2013): Michele Bravi 8ª edizione (2014): Lorenzo Fragola 9ª edizione (2015): Giò Sada 10ª edizione (2016): Soul System 11ª edizione (2017): Lorenzo Licitra 12ª edizione (2018): Anastasio 13ª edizione (2019): Sofia Tornambene 14ª edizione (2020): Casadilego 15ª edizione (2021): Baltimora 16ª edizione (2022): Santi Francesi 17ª edizione (2023): Sarafine 18ª edizione (2024): In realizzazione | Fedez (8–12, 16–17) Ambra Angiolini (16–17) Dargen D'Amico (16–17) Morgan (1–3, 5–8,17) Rkomi (16) Simona Ventura (1–2, 5–7) Mara Maionchi (1–4, 11–13) Claudia Mori (3) Anna Tatangelo (4) Enrico Ruggeri (4) Elio (4–7, 9) Arisa (5–6, 10) Mika (7–9, 14–15) Victoria Cabello (8) Skin (9) Álvaro Soler (10) Manuel Agnelli (10–12,14–15) Levante (11) Asia Argento (12) Lodo Guenzi (12) Sfera Ebbasta (13) Malika Ayane (13) Samuel (13) Hell Raton (14–15) Emma Marrone (14–15) | Francesca Michielin (16–17) Paola Di Benedetto (Hot Factor, 15-16) Daniela Collu (14;Xtra Factor, 8, 10–12; Hot Factor, 14) Francesco Facchinetti (1–4; X Factor Daily, 2–3; Xtra Factor, 4) Alessandra Barzaghi (Xtra Factor, 4) Max Novaresi (Xtra Factor, 5–6) Brenda Lodigiani (Xtra Factor, 5–6) Alessandro Cattelan (5–14; X Factor Daily, 5–8) Matteo Bordone (Xtra Factor, 7) Davide Camicioli (Xtra Factor, 8) Alessio Viola (Xtra Factor, 9) Mara Maionchi (Xtra Factor, 8–10) Elio (Xtra Factor, 10–11) Aurora Ramazzotti (X Factor Daily, 9–11) Benji & Fede (X Factor Daily, 12) Luna Melis (X Factor Daily, 13) Pilar Fogliati (Xtra Factor, 13) Achille Lauro (Xtra Factor, 13) Ludovico Tersigni (15) |
| Giappone Okinawa                                 | X Factor Okinawa Japan                                                  | Okinawa TV                             | 1ª edizione (2013–14): Sky's the Limit | Kaz Utsunomiya Rino Nakasone Kiyoshi Matsuo | Jon Kabira Naomi Watanabe |
| Kazakistan                                       | X Factor                                                                | Perviy Kanal Evraziya                  | 1ª edizione (2011): Dariya Gabdull 2ª edizione (2012): Andrey Tikhonov 3ª edizione (2013): Evgeniya Barysheva 4ª edizione (2013): Kairat Kapanov 5ª edizione (2014): Evgeniy Vyblov 6ª edizione (2015): Astana Kargabay 7ª edizione (2018): Dilnura Birzhanova | Nagima Eskalieva (1-2-3-4-5-6-7) Alexander Shevchenko (1-2-3-4-5) Dilnaz Akhmadieva (4–5-7) Ismail Igilmanov (2) Erlan Kokeev (3) Sultana Karazhigitova (1–2) Nurbergen Makhambetov (5-6-7) Eva Becher (6) | Adil Liyan (1) Arnur Istybaev (2–3-4-5-6) Daniyar Dzhumadilov (7) |
| Lituania                                         | X Faktorius                                                             | TV3                                    | 1ª edizione (2012–13): Giedrė Vokietytė 2ª edizione (2013–14): Žygimantas Gečas 3ª edizione (2015-16): Monika Pundziūtė 4ª edizione (2016-17): Iglė Bernotaitytė 5ª edizione (2017-18): 120 6ª edizione (2018-19): Good Time Boys 7ª edizione (2019): Milda Martinkėnaitė 8ª edizione (2020): Milita Daikerytė | Saulius Prūsaitis (1-2–3-4-5-6-7-8) Saulius Urbonavičius (1-2–3-4-5-6-7-8) Rūta Ščiogolevaitė (1-2) Marijonas Mikutavičius (2–3-4-5-6-7-8) Vytautas Šapranauskas (1) Justė Arlauskaitė (4-5-6-7-8) Andrius Mamontovas (5) | Marijonas Mikutavičius (1) Martynas Starkus (2–3-4) Mindaugas Rainys E Mindaugas Stasiulis (5-6-7-8) |
| Malta                                            | X Factor Malta                                                          | TVM                                    | 1ª edizione (2018–19): Michela Pace 2ª edizione (2019–20): Destiny Chukunyere | Attuali Howard Keith Debono (1-2) Ray Mercieca (1-2) Alexandra Alden (1-2) Ira Losco (1-2) | Attuali Ben Camilee (1) |
| Paesi Bassi                                      | X Factor                                                                | RTL 4                                  | 1ª edizione (2007): Sharon Kips 2ª edizione (2009): Lisa Hordijk 3ª edizione (2010): Jaap Reesema 4ª edizione (2011): Rochelle Perts 5ª edizione (2013): Haris Alagic | Angela Groothuizen (2–) Gordon Heuckeroth (2–) Ali Bouali (5–) Candy Dulfer (5–) Eric van Tijn (2–4) Stacey Rookhuizen (2–4) Henkjan Smits (1) Marianne van Wijnkoop (1) Henk Temming (1) | Attuali Martijn Krabbé (2–) Ferry Doedens (backstage, 5–) Passati Wendy van Dijk (1–4) Lieke van Lexmond (backstage, 4) Nathalie Bulters (Backstage, 3) Eva Treurniet (backstage, 3) |
| Nuova Zelanda                                    | The X Factor                                                            | TV3                                    | 1ª edizione (2013): Jackie Thomas 2ª edizione (2015): Beau Monga 3ª edizione (2022): TBA | Stan Walker (1-3) Sabrina Carpenter (3) Joel Little (3) Hollie Smith (3) Daniel Bedingfield (1) Ruby Frost (1) Melanie Blatt (1-2) Natalia Kills (2) Willy Moon (2) | Dominic Bowden (1-2) Talia Bennett (3) |
| Norvegia                                         | X Factor                                                                | TV 2                                   | 1ª edizione (2009): Chand Torsvik 2ª edizione (2010): Hans Bollandsås | Jan Fredrik Karlsen Elisabeth Andreassen (2) Marion Ravn (2) Klaus Sonstad (2) Mira Craig (1) Peter Peters (1) | Ravi (2) Guri Solberg (2) Peter Moi Brubresko (Xtra Factor) Katarina Flatland (Xtra Factor) Charlotte Thorstvedt (1) |
| Filippine                                        | The X Factor Philippines                                                | ABS–CBN                                | 1ª edizione (2012): KZ Tandingan | Charice Martin Nievera Gary Valenciano Pilita Corrales | KC Concepcion |
| Polonia                                          | X Factor                                                                | TVN                                    | 1ª edizione (2011): Bielorussia Gienek Loska 2ª edizione (2012): Dawid Podsiadło 3ª edizione (2013): Klaudia Gawor 4ª edizione (2014): Ucraina Artem Furman | Czesław Mozil (1-2–3-4) Kuba Wojewódzki (1-2–3-4) Tatiana Okupnik (2–4) Ewa Farna (4) Maja Sablewska (1) | Patricia Kazadi (3–4) Jarosław Kuźniar (1–2) |
| Portogallo                                       | Factor X                                                                | SIC                                    | 1ª edizione (2013–14): Berg 2ª edizione (2014): Kika Kardoso | Sónia Tavares (1-2) Paulo Junqueiro(1-2) Paulo Ventura(1-2) Miguel Guedes (2) | João Manzarra (1-2) Cláudia Vieira (2) Carolina Torres (Factor Extra) Tiago Silva (Factor F) Bárbara Guimarães (1) |
| Romania                                          | X Factor                                                                | Antena 1                               | 1ª edizione (2011–12): Andrei Leonte 2ª edizione (2012): Tudor Turcu 3ª edizione (2013): Florin Ristei 4ª edizione (2014): Adina Răducan 5ª edizione (2015): Florin Răduţă 6ª edizione (2016): Olga Verbiţchi 7ª edizione (2017): Jeremy Ragsdale 8ª edizione (2018): Bella Santiago 9ª edizione (2020): Andrada Precup | Delia Matache (2–3-4-5-6-7-8-9) Stefan Banica Jr (4–5-6-7-8-9) Loredana Groza (9) Florin Ristei (9) Paula Seling (1) Mihai Morar (1) Adrian Sînă (1) Dan Bittman (2–3) Cheloo (2–3) Horia Brenciu (4–5-6-7-8) Carla's Dreams (6-7-8) | Răzvan Simion (1-2–3-4-5-6-7-9) Dani Oțil (1-2–3-4-5-6-7-9) Mihai Bendeac (8) Vlad Drăgulin (8) |
| Russia                                           | Секрет Успеха Secret of Success                                         | RTR                                    | 1ª edizione (2005): Vladimir Sapovskiy 2ª edizione (2007): Nikolai Timohin | Valeriy Meladze Valery Garkalin (2) Tigran Keosayan (2) Katerina Von Gechmen–Valdek (1) Aleksandr Revzin (1) | Tutta Larsen Aleksey Chumakov (1) Elena Vorobey (1) |
| Russia                                           | Фактор А Faktor A                                                       | Russia 1                               | 1ª edizione (2011): Sergei Savin 2ª edizione (2012): Alexey Sulima 3ª edizione (2013): Mali 4ª edizione (2015): Sardor Milano 5ª edizione (2015-16): Arseny Borodin | Lolita Milyavskaya (1-3) Roman Emelyanov (1-3) Igor Nikolayev (2–5) Boris Krasnov (1) Walter Afanasieff (4) Zhanna Rozhdestvenskaya (4) Yuri Antonov (4) Sergey Chigrakov (4) Valerij Jakovlevič Leont'ev (5) Diana Arbenina (5) Elena Vaenga (5) Vladimir Presnyakov Jr. (5) Nikolaj Noskov (5) solo audizioni Alla Pugacheva (Chairperson) Boris Krasnov (1) | Filipp Kirkorov Alexey Chumakov Vladimir Zelenski |
| Serbia Montenegro Bosnia ed Erzegovina Macedonia | X Factor Adria                                                          | RTV Pink Sitel TV                      | 1ª edizione (2013–14): Daniel Kajmakoski 2ª edizione (2015): Amel Ćurić | Emina Jahović Kristina Kovač Kiki Lesendrić Željko Joksimović | Ana Grubin (live Shows) Bane Jevtić (selection process, backstage) Sneže Velkov (selection process, backstage) Una Senić (X Star, judges' houses) |
| Slovenia                                         | X Faktor                                                                | POP TV                                 | 1ª edizione (2012): Demetra Malalan | Damjan Damjanovič Jadranka Juras Aleš Uranjek | Peter Poles Vid Valič |
| Spagna                                           | Factor X                                                                | Cuatro TV (2007-2008) Telecinco (2018) | 1ª edizione (2007): María Villalón 2ª edizione (2008): Cuba Vocal Tempo 3ª edizione (2018): Pol Granch | Laura Pausini (3) Miqui Puig (1-2) Jorge Flo (1-2) Eva Perales (1-2) Risto Mejide (3) Xavi Martínez (3) Fernando Montesinos (3) | Nuria Roca (1-2) Jesús Vázquez (3) |
| Svezia                                           | X Factor                                                                | TV4                                    | 1ª edizione (2012): Awa Santesson–Sey | Andreas Carlsson Marie Serneholt Orup Ison Glasgow | David Hellenius |
| Turchia                                          | X Factor: Star Isigi                                                    | Kanal D                                | 1ª edizione (2014): cancellata per bassi ascolti | Nigar Jamal (1–) Sinan Akçıl (1–) Atiye (1–) Nihat Odabaşı (1–) Ziynet Sali (1) Emre Aydın (1) Ömer Karacan (1) Armağan Çağlayan (1) | Bülent Şakrak (1–) Kadir Doğulu (1) |
| Ucraina                                          | The X Factor                                                            | STB                                    | 1ª edizione (2010–11): Olexiy Kuznetsov 2ª edizione (2011–12): Victor Romanchenko 3ª edizione (2012–13): Aida Nikolaychuk 4ª edizione (2013–14): Alexander Poryadinsky 5ª edizione (2014–15): Dmitry Babak 6ª edizione (2014–15): Konstantin Bocharov 7ª edizione (2016): Sevak Khanagyan 8ª edizione (2017): Misha Panchishyn 9ª edizione (2018): ZBSband 10ª edizione (2019): Elina Ivashchenko | Igor Kondratyuk (1-6-10) Sergei Sosedov (1-6) Nino Katamadze (5–6) Ivan Dorn (5) Andriy Khlyvniuk (6) Konstantin Meladze (7) Julia Sanina (7) Quest Pistols (7) Vjerka Serdjučka (7-10) NK (8-10) Dmytro Šurov (8-9) Oleh Vynnyk (8-9) Ol'ha Poljakova (10) Jolka (1–2) Seryoga (1–4) Irina Dubcova (3–4) | Oksana Marchenko (1-7) Andriy Bednyakov (7-9) Daria Tregubova (10) |
| Regno Unito                                      | The X Factor                                                            | ITV                                    | 1ª edizione (2004): Steve Brookstein 2ª edizione (2005): Shayne Ward 3ª edizione (2006): Leona Lewis 4ª edizione (2007): Scozia Leon Jackson 5ª edizione (2008): Alexandra Burke 6ª edizione (2009): Joe McElderry 7ª edizione (2010): Matt Cardle 8ª edizione (2011): Little Mix 9ª edizione (2012): James Arthur 10ª edizione (2013): Sam Bailey 11ª edizione (2014): Ben Haenow 12ª edizione (2015): Louisa Johnson 13ª edizione (2016): Matt Terry 14ª edizione (2017): Galles Rak-Su 15ª edizione (2018): Giamaica Dalton Harris | Simon Cowell (1-7, 11-15) Louis Walsh (1-11, 13-14) Sharon Osbourne (1–4, 10, 13-14) Dannii Minogue (4–7) Cheryl Cole (5–7, 11-12) Tulisa Contostavlos (8–9) Gary Barlow (8–10) Kelly Rowland (8) Nicole Scherzinger (9-10, 13-14) Mel B (11) Rita Ora (12) Nick Grimshaw (12) Robbie Williams (15) Ayda Field (15) Louis Tomlinson (15) | Dermot O'Leary (4–11, 13-15) Matt Edmondson (The Xtra Factor, 13) Rylan Clark-Neal (The Xtra Factor, 13) Melvin Odoom (The Xtra Factor, 12) Rochelle Humes (The Xtra Factor, 12) Sarah–Jane Crawford (The Xtra Factor, 11) Matt Richardson (The Xtra Factor, 10) Olly Murs (The Xtra Factor, 8–9; The X Factor, 12) Caroline Flack (The Xtra Factor, 8–10; backstage, 10; The X Factor, 12) Konnie Huq (The Xtra Factor, 7) Holly Willoughby (The Xtra Factor, 5–6) Fearne Cotton (The Xtra Factor, 4) Ben Shephard (The Xtra Factor, 1–3) Kate Thornton (1–3) |
| Regno Unito                                      | The X Factor: Battle of the Stars                                       | ITV                                    | 1ª edizione (2006): Lucy Benjamin | Simon Cowell Sharon Osbourne Louis Walsh | Kate Thornton |
| Stati Uniti                                      | The X Factor                                                            | Fox                                    | 1ª edizione (2011): Melanie Amaro 2ª edizione (2012): Tate Stevens 3ª edizione (2013): Alex & Sierra | Simon Cowell L.A. Reid (1–2) Demi Lovato (2–3) Paula Abdul (1) Cheryl Cole (auditions, 1) Nicole Scherzinger (1) Britney Spears (2) Kelly Rowland (3) Paulina Rubio (3) | Mario López (2–3) Khloé Kardashian (2) Steve Jones (1) |
| Stati Uniti                                      | El Factor X The X Factor                                                | MundoFox                               | 1ª edizione (2013): Los Tres Charritos | Chino & Nacho Paulina Rubio (2–) Thalía (2–) Angélica María (1) Belinda (cantante) (1) | Poncho de Anda |
| Vietnam                                          | The X Factor Vietnam Nhân tố bí ẩn                                      | VTV3                                   | 1ª edizione (2014): Giang Hồng Ngọc 2ª edizione (2016): Trần Minh Như | Hồ Quỳnh Hương (1-2) Hồ Ngọc Hà (1) Đàm Vĩnh Hưng (1) Dương Khắc Linh (1-2) Thanh Lam (2) Tùng Dương (2) | Nguyên Khang (1) Thu Thủy (1) Gil Lê (2) Thành Trung (2) |